# Râul Porcăreasa
Râul Porcăreasa este un curs de apă, afluent al râului Morișca. 